# NGC 1800
NGC 1800 ist eine irreguläre Zwerggalaxie im Sternbild Columba am Südsternhimmel. Sie ist rund 29 Millionen Lichtjahre von der Milchstraße entfernt und wurde am 19. November 1835 von John Herschel mit einem 18,7-Inch-Spiegelteleskop entdeckt.

## NGC 1800-Gruppe (LGG 128)
| Galaxie   | Alternativname | Entfernung/Mio. Lj |
| --------- | -------------- | ------------------ |
| NGC 1800  | PGC 16745      | 29                 |
| PGC 16864 | ESO 422-41     | 36                 |
| PGC 16904 | ESO 362-9      | 34                 |
| PGC 16744 | MCG -5-13-5    | 23                 |